# Jurij Havrylov
Jurij Anatolijovytj Havrylov (ukrainska: Юрій Анатолійович Гаврилов; ryska: Юрий Анатольевич Гаврилов, Jurij Anatoljevitj Gavrilov), född 27 februari 1967 i Kiev, Ukrainska SSR, död 5 maj 2021 i Luxemburg var en ukrainsk, tidigare sovjetisk handbollsspelare (högersexa).
Han var med och tog OS-guld 1992 i Barcelona. Han spelade samtliga sju matcher i turneringen och blev lagets bäste målskytt med 19 mål.